# Coptops andamanicus
Coptops andamanicus es una especie de escarabajo longicornio del género Coptops, tribu Mesosini, subfamilia Lamiinae. Fue descrita científicamente por Breuning en 1935.

## Descripción
Mide 13-17 milímetros de longitud.

## Distribución
Se distribuye por India.